# Iraklis Metaxas
Iraklis Metaxas (* 10. Juli 1967 in Köln) ist ein deutsch-griechischer Fußballtrainer. Zuletzt trainierte er den Regionalligisten SV Eintracht Hohkeppel.

## Werdegang
Metaxas war bereits als 21-jähriger als Trainer mit B- und später A-Lizenz tätig und war als Diplom-Sportlehrer beim Fußball-Verband Mittelrhein beschäftigt. Im Oktober 1998 übernahm er die Frauenmannschaft des Bundesligisten SC 07 Bad Neuenahr als Trainer. Mit dem Klub spielte er um den Klassenerhalt, der in der Spielzeit 1998/99 auf dem letzten Nicht-Abstiegsplatz gesichert wurde. Zu Beginn der folgenden Saison erneut im Tabellenkeller, stabilisierte sich die Mannschaft im Saisonverlauf und erreichte den sechsten Platz. Im Dezember 2000 lösten Verein und Trainer den noch bis Sommer 2001 gültigen Vertrag vorzeitig zum Jahresende auf, da Metaxas die Leitung eines Pilotprojekts des DFB zur Nachwuchsförderung übernahm, das aufgrund des schwachen Abschneidens der deutschen Nationalmannschaft bei der EM-Endrunde 2000 initiiert worden war. Fortan war er beim Fußball-Verband Mittelrhein als auserkorenem Testverband mit Sitz an der Sportschule Hennef hauptamtlich für die Koordination, Leitung und Überwachung der Sichtungs- und Fördermaßnahmen im Rahmen der Stützpunktarbeit zuständig.
Metaxas erwarb 2001 die Lizenz als Fußballlehrer und setzte seine Trainerlaufbahn als DFB-Stützpunktkoordinator zunächst fort. Ab 2008 war Metaxas zudem Co-Trainer der deutschen U19-Nationalmannschaft unter Heiko Herrlich und Horst Hrubesch. Im Oktober 2009 folgte er Heiko Herrlich als Co-Trainer zum Bundesligisten VfL Bochum. Nach dem Abstieg der Mannschaft am Saisonende in die zweite Bundesliga behielt ihn auch Herrlichs Nachfolger Friedhelm Funkel in seinem Trainerteam. Im Sommer 2011 übernahm Metaxas die zweite Mannschaft der Bochumer in der Regionalliga West. In den folgenden zwei Spielzeiten schloss er mit seiner Mannschaft jeweils als Tabellen-14. ab.
Im Sommer 2013 löste Metaxas seinen Vertrag in Bochum auf und schloss sich dem Bundesligisten SC Freiburg an. Dort war er in der Hinrunde der Saison 2013/14 zunächst Co-Trainer unter Christian Streich, zur Rückrunde übernahm er die zweite Mannschaft des Vereins in der Regionalliga Südwest und wurde zudem sportlicher Leiter der Freiburger Fußballschule. Mit der zweiten Mannschaft der Breisgauer erreichte er den zweiten Tabellenplatz. Ende März 2015 löste er seinen Vertrag mit dem Verein vorzeitig auf, um eine neue Position als Trainer ab dem Sommer anzustreben.
Ab November 2015 war Metaxas Co-Trainer der griechischen Nationalmannschaft unter Cheftrainer Michael Skibbe. Im September 2016 kehrte er nach Deutschland zurück und übernahm zusammen mit Markus von Ahlen die U19 des Bundesligisten Bayer 04 Leverkusen. Diese trainierte er zweieinhalb Jahre, ehe sich Metaxas im Februar 2019 dem Zweitligisten SV Darmstadt 98 anschloss. Dort wurde er Co-Trainer von Dimitrios Grammozis, den er zuvor in Bochum noch selbst trainiert hatte, und bildete mit ihm das erste griechischstämmige Trainerduo im deutschen Profifußball. Im Sommer 2020 wechselte er in das Trainerteam des Bundesligisten FC Augsburg, bei dem er erneut mit Heiko Herrlich als Cheftrainer zusammenarbeitete. Im Oktober 2020 vertrat er Herrlich in einem Ligaspiel, als dieser krankheitsbedingt ausfiel. Als der Verein kurz vor Saisonende vom Abstieg bedroht war, stellte er Ende April 2021 Metaxas gemeinsam mit Herrlich frei.
Im Sommer 2021 ging Metaxas erneut nach Griechenland und wurde Cheftrainer des dortigen Erstligisten PAS Ioannina. Die folgende Saison 2021/22 schloss er mit der Mannschaft mit 40 Punkten aus 26 Ligaspielen als Tabellen-Sechster ab. Zur anschließenden Spielzeit 2022/23 übernahm er den Ligakonkurrenten Asteras Tripolis, bei dem er Ende Dezember 2022 nach den ersten 14 Ligaspielen mit 14 Punkten auf dem neunten Tabellenplatz jedoch wieder freigestellt wurde.
Im Anschluss kehrte Metaxas wieder nach Deutschland zurück. Nach über eineinhalb Jahren ohne Verein übernahm er im September 2024 den oberbergischen SV Eintracht Hohkeppel, der kurz zuvor in die Regionalliga West aufgestiegen war. Im April 2025 trennte sich der im Abstiegskampf befindliche Verein wieder von ihm.